# Перентифікація
Парентифікація або заміна ролей між батьками та дітьми (англ. parents - батьки) — це процес інверсії (заміни) ролей, за якого дитина або підліток стає зобов’язаний діяти як батько щодо свого батька, матері, брата або сестри.

## Значення терміна
Парентифікація виникає часто, коли батьки займають інфантильну позицію щодо своїх дітей, та/або не мають ресурсу для виконання батьківських обов'язків.
Технічно було визначено три різних типи батьківства: 
- інструментальне батьківство: передбачає виконання дитиною певних завдань-допомоги для сім’ї, таких як догляд за хворим родичем, піти внести кошти на рахунок або внести платежі, або надання допомоги молодшим братам і сестрам, яку зазвичай надають батьки;
- емоційне батьківство: коли дитина або підліток повинен взяти на себе роль довіреної особи або посередника для (або між) батьками або членами сім’ї.[2][5]
- безвідповідальне батьківство або експлуатація батьками своєї дитини: коли дитину використовують для отримання фінансової вигоди (пранк за гроші), жебрацтво, або в стосунках з родичами (може поєднувати в собі два попередні типи батьківства разом з недобросовісною метою), — що в розвинених країнах часто призводить до позбавлення батьківських прав.[6]

## Історія
У 1948 році Мелітта Шмідеберґ зазначила, як емоційна депривація може змусити батьків ставитися до своїх дітей (несвідомо) як до людей, які здатні замінити їм їхніх батьків. Пізніше в 1967 році Мінучин та ін. ввів термін парентифікація Бошорменьї-Надь та ін. визначив це в 1973 році як «очікування батьків, що дитина буде виконувати роль батька в сімейній підсистемі».
В книгах «Подружжя» та «батьківська дитина» (англ. Minuchin S.) запропонувано альтернативні концепції, що досліджують той самий феномен. Так додатково  була розглянута тема наступності між поколіннями в таких порушеннях особистих кордонів. Крім того, Ерік Берн підкреслив небезпеку симетричних, а не асиметричних стосунків між батьками та дітьми, наприклад, коли відсутнє подружжя замінюється старшою дитиною; і Вірджинія Сатір писала про «невідповідність роль-функція... коли син отримує роль глави сім’ї, як правило, роль батька».
Девід Р. Олсон (англ. David R. Olson), канадський психолог та спеціаліст з проблем сім’ї, серед інших, виділяє дисфункційний тип сім'ї з перевернутою структурою, тобто з інверсією ролей, коли за дитиною закріплюється роль батьків.
В продовження досліджень Девіда Олсона в теорії об’єктних відносин зазначено як виникає фальшиве «я» дитини, коли вона змушена передчасно надмірно піклуватися про батьківський об’єкт. Джон Боулбі розглянув те, що він назвав «компульсивною турботою» серед тривожно прив’язаних людей, як результат того, що батьки перевертають нормальні стосунки та тиснуть на дитину, щоб вона була для них фігурою прихильності.
Усі подібні аспекти порушених і перевернутих моделей виховання були включені під парасольку ширшого явища батьківства – в результаті (критики припускають), що іноді «за іронією долі, концепція батьківства... виявилася настільки ж переобтяженою, як і дитина, яку вона часто описує».

## Вплив статі дитини на явище інверсії ролей
Для сімейної ролі батьків часто вибираються старші діти, первістки. Часто роль первістка бере на себе молодший брат або сестра.
Гендерні міркування означають, що іноді вибирають старшого хлопчика чи старшу дівчинку, навіть якщо вони не є найстаршою дитиною в цілому, з таких причин, як перевага відповідності статі втраченого батька чи матері. Дівчата, особливо ті, що мають велику сім'ю, частіше, ніж хлопчики, отримують батьківство. Якщо в сім’ї є дитина з обмеженими можливостями, про яку потрібно піклуватися, «старші брати і сестри, особливо дівчата, піддаються найбільшому ризику бути в ролі батьків».
Одружений, овдовілий або одинокий батько може ставитися до своєї дитини як до подружжя; це відоме як подружжя, і воно частіше трапляється серед самотніх батьків, ніж у одружених. Подружжя матері і сина є більш поширеним, ніж подружжя батька і дочки. Матері можуть поставити своїх синів на цю роль через бажання захисту, але через страх перед чоловіками. Їхні сини – менш загрозливий варіант.
Виховання матері та дочки також є більш поширеним, ніж виховання батька та дочки. Доньки швидше, ніж сини, будуть емоційним якорем. У відносинах мати-дочка мати може зобов’язати свою доньку виконувати роль піклувальниці, зраджуючи звичайні очікування дитини любові та турботи.

## Нарцисизм
Нарцистичне батьківство виникає, коли дитина змушена прийняти ідеалізовану проекцію батьків, щось, що заохочує компульсивний перфекціонізм у дитині за рахунок її природного розвитку. У типі псевдоідентифікації дитина спонукається будь-якими засобами прийняти характеристики батьківського его-ідеалу – шаблон, який був виявлений у західній культурі з моменту опису Гомером характеру Ахілла.

## Ефекти
Парентифікація шкідлива, коли вона несправедлива і значно обтяжує, по-суті експлуатує дитину. Оскільки вона може бути адаптивною або дезадаптивною, вона не завжди є патологічною, але його деструктивна форма (так звана деструктивна парентифікація) пов’язана з неадаптивним батьківством, дезадаптацією дитини, фізичним насильством, сексуальним насильством, поведінковими проблемами, зниженням емоційності та поганою соціальною компетентністю. Діти, які виконують роль батьків, також мають вищий ризик депресії, суїцидальних думок, тривоги та низької самооцінки.
Творення парентифікації було пов’язане з молодими жінками з розладами харчування, особливо у випадку стосунків між батьком і дочкою. Якщо є більше ніж одна донька, найімовірніше, що старша дочка буде підготовлена до статевої активності та отримає роль матері. Одна або кілька її молодших сестер можуть стати мішенню батька для сексуальної активності в наступні роки. Емоційне батьківство батька й сина може призвести до депресії та екстерналізації у синів.
Значним побічним продуктом парентифікації є втрата дитиною власного дитинства. Щоб взяти на себе роль батьків дитина також може кинути школу. При деструктивному вихованні дитина бере на себе надмірну відповідальність у сім’ї, не визнаючи й не підтримуючи піклування про неї з боку інших. Прийнявши роль батька-вихователя, дитина втрачає своє справжнє місце в сім’ї та залишається самотньою та невпевненою. У екстремальних випадках може виникнути те, що називають свого роду розвтіленням, нарцистичною раною, яка загрожує базовій самоідентифікації людини. У подальшому житті діти, які є батьками, часто відчувають занепокоєння через те, що їх покинуть і втратить, і демонструють труднощі впоратися з неприйняттям і розчаруванням у міжособистісних стосунках.
Бошорменьї-Надь є одними з дослідників, які стверджують, що парентифікація не завжди є дезадаптивною. Дослідники цієї точки зору кажуть, що дітям може бути корисно, якщо до них ставляться як до здібних осіб і беруть на себе роль підтримки та піклування про свою сім’ю. Дослідники припустили, що батьківство може підвищити рівень емпатії, альтруїзму та відповідальності дитини. Дитина може продовжити кар'єру в галузі психічного здоров'я. Позитивні ефекти ймовірні якщо роль батьківства була тимчасовим і помірним явищем, що є аспектом адаптивного батьківства. Адаптивне батьківство може проявлятися, якщо батьки є життєво важливими для розвитку своєї дитини та висловлюють дитині свою обізнаність і вдячність за те, що дитина бере на себе батьківську роль. Адаптивне батьківство може не бути зміною ролей, якщо воно є інструментальним, а не емоційним піклуванням, тимчасовим і без важкого тягаря, а також коли батьки справедливо ставляться до дитини та мають їхню підтримку. Замість того, щоб бути аспектом психопатології, це механізм подолання стресу.

## Тематичні дослідження
- Карл Юнг у своїй пізній автобіографії повідомляє, що його мати завжди розмовляла з ним, як з дорослим, довіряючи йому те, що вона не могла поділитися зі своїм чоловіком.[34] Лоуренс ван дер Пост коментував дорослу атмосферу, яка оточувала молодого Юнга, і вважав, що «ця активація моделі «старої людини» всередині нього... була наслідком ступеня невдачі його батька і матері. один одного».[35]
- Патрік Кейсмент розповідає про пацієнта на ім’я містер Т., мати якого була б засмучена, якби він висловив свої почуття. Щоб обмежити це невдоволення, містер Т. захищав свою матір від будь-яких своїх емоцій, виховуючи її сам.[36]

## Літературні приклади
«Повість про Ґендзі» розповідає, що для «матері Каору... візити її сина були її головним задоволенням. Іноді він майже здавався більше схожим на батька, ніж на сина – факт, який він усвідомлював і вважав його досить сумним».
Персонажі Чарлза Дікенса «Ангел у домі», зокрема Аґнес Вікфілд у «Девіді Копперфілді», є дітьми, які грають роль батьків. Аґнес змушена бути матір'ю свого батька-алкоголіка і, схоже, прагне досконалості як засобу досягнення «ідеалу его» своєї померлої матері (яка померла під час народження дитини). Через це Аґнес пізно виходить заміж, має проблеми зі стосунками та інтимними стосунками (їй важко висловлювати свою любов до Девіда, доки він не виявляє до неї свою любов), і має деякі самопрограшні позиції; в одній сцені вона звинувачує себе в нещастях власного батька. Однак вона виявляється стійкою, винахідливою, відповідальною та навіть потенційно кар’єрною (вона створює власну школу). Їй також вдається вийти заміж за головного героя Девіда, і до кінця роману вони щасливо живуть разом 10 років з дітьми.
Тема батьківства також розглядалася в серії «Сутінки» з особливим, але не винятковим посиланням на персонажа Белли Свон.

## Подальше читання
- Hooper, L. M.; DeCoster, J.; White, N. & Voltz, M. L. (October 2011). Characterizing the Magnitude of the Relation Between Parentification and Psychopathology: A Meta-Analysis. Journal of Clinical Psychology. 67 (10): 1028—1043. doi:10.1002/jclp.20807. PMID 21520081.